# تاجدو
تاجدو هي قرية في مقاطعة ماكو، إيران. يقدر عدد سكانها بـ 118 نسمة بحسب إحصاء 2016.